# Намжілин Баярсайхан
Намжілин Баярсайхан (монг. Намжилын Баярсайхан; 10 серпня 1965) — монгольський боксер, призер Олімпійських ігор.

## Спортивна кар'єра
1987 та 1989 року Намжілин Баярсайхан став чемпіоном Азії.
На чемпіонаті світу 1989 переміг двох суперників, а у чвертьфіналі програв майбутньому чемпіону Хуліо Гонсалесу (Куба).
На чемпіонаті світу 1991 переміг одного суперника, а у чвертьфіналі програв Васіле Ністору (Румунія).
На Олімпійських іграх 1992 завоював бронзову медаль.
- В 1/8 фіналу переміг Маурісіо Авілу (Гватемала) — 15-0
- У чвертьфіналі переміг Рашида Матумла (Танзанія) — 9-6
- У півфіналі не вийшов на бій проти Марко Рудольфа (Німеччина) через травму.